# 堪薩斯州學院和大學列表
以下是堪薩斯州目前运营的公立和私立高等教育机构列表。

### 州立大學
- 堪薩斯大學（University of Kansas）
- 堪薩斯州立大學（Kansas State University）
- 衛奇塔州立大學（Wichita State University）
- 恩波利亚州立大學（Emporia State University）
- 海斯堡州立大學（Fort Hays State University）
- 匹茲堡州立大學（Pittsburg State University）

### 私立大學
- 堪薩斯衛斯理大學（Kansas Wesleyan University）
- 貝克大學（Baker University）
- 伯納狄汀學院（Benedictine College）
- 貝色尼學院（Bethany College）
- 貝塞爾學院 (堪薩斯州)（Bethal College）
- 朋友大學（Friends University）
- 堪薩斯紐曼學院（Kansas Newman College）
- 邁克佛森學院（McPherson College）
- 紐曼大學 (威奇托) (Newman University (Kansas))
- 渥太華大學 (堪薩斯州)（Ottawa University）
- 聖馬莉學院（St. Mary College）
- 西南學院（Southwestern College）
- 史德林學院（Sterling College）
- 泰柏學院（Tabor College）
- 托貝卡沃西本恩大學（Washburn University of Topeka）